# Kri (album)
Kri je edini studijski album slovenske punk skupine Otroci socializma, izdan leta 1986 pri Založbi FV v obliki kasete. Skupina je po izidu albuma razpadla.

## Seznam pesmi
Vse pesmi so napisali Otroci socializma. Vsa besedila je napisal Brane Bitenc.
1. »Alkohol«
2. »Pijani«
3. »Raztreščene opeke«
4. »Noć«
5. »Možgani«
6. »Moj svet«
7. »Počasi mi presedaš«
8. »Mlačna voda«
9. »Vojak«
10. »Pejt ga pogledat«
11. »Ko se zjutraj zbudim«
12. »Pesem za M.D.«
13. »Rio«
14. »Zamenite mi glavo«
15. »700 usnjenih torbic«

## Zasedba
- Brane Bitenc — vokal
- Andrej Štritof — bas kitara (pesmi št. 10–15)
- Darko Bolha — električna kitara (pesmi št. 12–15)
- Iztok Turk — električna kitara (pesmi št. 9–15)
- Dare Hočevar — bas kitara
- Janez Križaj — električna kitara (pesem št. 11)
- Roman Dečman — akustični in elektronski bobni
- Andrija Pušić — električna kitara, klaviature (pesmi št. 1–3, 5–8)